# Проскурнин, Сергей Михайлович
Сергей Михайлович Проскурнин (псевдоним — Милий Стремин; 1880—1923) — русский поэт, журналист, драматург.

## Биография
Отец, Михаил Павлович, мещанин, выходец из крестьян с. Хрипелёво Нерехтского уезда Костромской губернии. Окончил училище для детей мастеровых и рабочих. Поступил в Иваново-Вознесенское низшее механико-техническое училище. Посещал собрания на квартире преподавателя М. М. Якуба, где «за чашкой чая» обсуждались «вопросы литературы, искусства и науки». Не окончив курса,  ушёл из училища (1899), сдал экзамен на звание народного учителя и около трёх лет преподавал в сельской школе. Дебютировал стихами «Сюрприз», «На мотив Кольцова», «Перепев», «Перемена» (1897, подпись С. М. П.). В 1890—1900-е годы Проскурнин печатает лирические стихи: «Гений сна», «Зачем?» («Родина», 1899), «Искорка» — в книге «Сборник русских поэтов и поэтесс» (1901) и переводы с французского: «Признание. Из Ж. Ришпена» («Северный край», 1904), выступает с сатирическими зарисовками («Из дневника иваново-вознесенского обывателя» — «Владимирская газета», 1903, 21 июня) и корреспонденциями («Письма из Шуи» — «Северный край», 1904). Князь Д. И. Шаховской,
принимавший участие в издании «Северного края», направил Проскунина заведовать отделением газеты в Рыбинске (см. «Письма из Рыбинска» — «Северный край», 1904). Одновременно Проскунин был специальным корреспондентом «Русского слова» и посылал свои заметки в московские газеты. Его корреспонденцию в «Вечерней почте» о расправе с рабочими-забастовщиками 1905 года («Иваново-Вознесенская забастовка» — 1905) перепечатали другие газеты, а издание «Вечерней почты» из-за этой публикации было приостановлено на месяц. В 1906 году издавал в Рыбинске сатирический журнал «Дубинушка», в который привлёк поэта А. Е. Ноздрина, прозаика В. М. Михеева и нескольких журналистов. Осенью 1906 года вступил в Волжскую судоходную организацию эсеров, проводил кружковые занятия, участвовал в издании гектографическим способом газеты «Рыбинский затон».  В апреле 1907 года Проскунина арестовали и выслали «по переписке» на три года в Вологду. В Вологде он, по агентурным донесениям, числился в «деятельных членах партии социалистов-революционеров», сотрудничал в газете «Вологодский справочный листок» и «Север».
После ссылки Проскунин скитался по стране, печатаясь в газетах Харькова, Ростова-на-Дону, Екатеринослава и Екатеринославской губернии (жил в с. Каменское), Баку, Одессы, Ялты, Киева. В 1913 году поселился в Петербурге. Выпускает книгу лирических стихов «Замкнутый круг» (1913). Женился на Таисии Яковлевне Ганжулевич. А. Е. Ноздрин вспоминал о Проскунине как о человеке «неугомонной совести, прямолинейности», «всё время
неустроенном», который «то и дело менял города», всегда нуждался, а «будучи уже женатым… оставался поэтом богемы» и «большим мастером на выпивку».
В первой половине 1914 года Проскунин пишет одноактные юмористические пьесы: «Коза», «Курортные утехи», «Муж для декорации», «Петухи». Отзывом на начавшуюся войну стала «лирико-драматическая поэма» для театра, посвящённая «Франции свободным сынам», «Звонарь Реймского собора» (1914), в которой декларируемая Проскуниным позиция общественной пассивности сменяется гражданским пафосом. Пьеса ставилась на столичной и провинциальной сцене. Назидательный урок тупоумному кайзеру даёт расторопный герой пьесы для театра петрушки — «Петрушка. Старая погудка на новый лад», напечатанной в журнале «Доброволец» (1915), в котором печатались и патриотические стихи Погудина. Венцом драматургии Погудина явилась пьеса «Хозяин. Под властью хама» (1915; Василеостровский народный театр — 1916) — о противостоянии между либерально настроенными сотрудниками и хозяевами газетного мира. По свидетельству современников, с последней пьесой ознакомились М. Горький (считал, что в ней «много абстракции, но всё же виден талант и живое проникновение в жизнь») и Л. Н. Андреев, признавший «литературные достоинства пьесы».
В сентябре 1918 года Проскурнин преподавал основы музыки в театральной студии при Клубе им. К. Маркса, был избран, вместе с В. В. Муйжелем, в Комитет защиты печати. В конце сентября внезапно, вслед за женой, уехал на Украину, существовал там на случайные заработки, эпизодически печатаясь в газетах Киева и Одессы. В мае 1922 жил в Старо-Константинове. Написал драмы «Слезы нищеты» и «Леонардо да Винчи». Незадолго до смерти, живя в Харькове, обратился к воспоминаниями («О Ребикове» — «Художественная жизнь», 1922—1923), занимался переводами украинских поэтов.